# Siphonolaimus weismanni
Siphonolaimus weismanni is een rondwormensoort uit de familie van de Siphonolaimidae. De wetenschappelijke naam van de soort is voor het eerst geldig gepubliceerd in 1904 door Zur Strassen.